# غراهام ويبستر
غراهام ويبستر (بالإنجليزية: Graham Webster)‏ هو لاعب كرة قدم بريطاني في مركز الوسط، ولد في 15 مايو 1992 في اسكتلندا في المملكة المتحدة. لعب مع نادي دندي ونادي مونتروز لكرة القدم.

## وصلات خارجية
- غراهام ويبستر على موقع قاعدة بيانات كرة القدم.إي يو (الإنجليزية)
- غراهام ويبستر على موقع Soccerway.com (الإنجليزية)